# Epigomphus paulsoni
Epigomphus paulsoni es una libélula de la familia de las libélulas topo (Gomphidae). Esta es una especie endémica de México. Fue descrita en el año 1981 por J. Belle1.

## Clasificación
Epigomphus es un género neotropical que contiene 28 especies que se distribuyen desde México hasta el noreste de Argentina. En México está representado por siete especies con distribuciones muy restringidas, cinco de ellas endémicas del país: E. crepidus, Kennedy, 1936, E. donnellyi, González & Cook, 1988, E. Flinti Donnelly, 1989, E. paulsoni Belle, 1981 y E. sulcatistyla Donnelly, 1989; las dos restantes, E. clavatus Belle, 1980 y E. subobtusus Selys, 1878 se encuentran en Chiapas y también en Centroamérica2.

## Descripción
Esta especie es muy cercana a E. flinti y E. Sulcatistyla de las que se distingue por la forma de los apéndices del segmento diez, de E. flinti se puede distinguir por la forma de los cercos en vista lateral, las puntas son agudas y dirigidas posteriormente mientras que en E. paulsoni están dirigidas ventralmente y tienen la punta obtusa2.

## Distribución
Endémica de la región de Los Tuxtlas, en Veracruz, México3.

## Hábitat
No hay reportes sobre la biología de esta especie, sin embargo el género se caracteriza por habitar riachuelos abiertos en bosques húmedos2.

## Estado de conservación
Esta especie está considerada en peligro por la IUCN3.